# Metacatharsius patrizii
Metacatharsius patrizii är en skalbaggsart som beskrevs av Müller 1947. Metacatharsius patrizii ingår i släktet Metacatharsius och familjen bladhorningar. Inga underarter finns listade i Catalogue of Life.